# US-amerikanische Badmintonmeisterschaft 1941
Die US-amerikanische Badmintonmeisterschaft 1941 fand Anfang April 1941 in Cleveland statt. Es war die fünfte Auflage der nationalen Titelkämpfe im Badminton in den USA.

## Medaillengewinner
| Disziplin    | Gold                               | Silber                           | Bronze                          |
| ------------ | ---------------------------------- | -------------------------------- | ------------------------------- |
| Herreneinzel | David G. Freeman                   | Carl Loveday                     | John Murphy                     |
| Herreneinzel | David G. Freeman                   | Carl Loveday                     | Ken Quigley                     |
| Dameneinzel  | Thelma Kingsbury                   | Evelyn Boldrick                  | Mary Whittemore                 |
| Dameneinzel  | Thelma Kingsbury                   | Evelyn Boldrick                  | Zoe Smith                       |
| Herrendoppel | David G. Freeman Chester Goss      | LeRoy Erikson Radford Haney      | Frank Williamson Harry Keating  |
| Herrendoppel | David G. Freeman Chester Goss      | LeRoy Erikson Radford Haney      | John Murphy Ken Quigley         |
| Damendoppel  | Thelma Kingsbury Janet Wright      | Mary Whittemore Patricia Donovan | Elizabeth Anselm Helen Zabriski |
| Damendoppel  | Thelma Kingsbury Janet Wright      | Mary Whittemore Patricia Donovan | Helen Gibson Wanda Bergman      |
| Mixed        | David G. Freeman Sara Lee Williams | LeRoy Erikson Janet Wright       | Clair Hanley Thelma Kingsbury   |
| Mixed        | David G. Freeman Sara Lee Williams | LeRoy Erikson Janet Wright       | Chester Goss Evelyn Boldrick    |